# Správní obvod obce s rozšířenou působností Konice
Správní obvod obce s rozšířenou působností Konice je od 1. ledna 2003 jedním ze dvou správních obvodů rozšířené působnosti obcí v okrese Prostějov v Olomouckém kraji. Čítá 22 obcí.
Město Konice je zároveň obcí s pověřeným obecním úřadem, přičemž oba správní obvody jsou územně totožné.

## Seznam obcí
Poznámka: Města jsou vyznačena tučně.
- Bohuslavice
- Brodek u Konice
- Březsko
- Budětsko
- Dzbel
- Hačky
- Horní Štěpánov
- Hvozd
- Jesenec
- Kladky
- Konice
- Lipová
- Ludmírov
- Ochoz
- Polomí
- Přemyslovice
- Raková u Konice
- Rakůvka
- Skřípov
- Stražisko
- Suchdol
- Šubířov

## Obyvatelstvo
| Rok  | Obyv.  | ± %    |
| ---- | ------ | ------ |
| 1869 | 23 495 | —      |
| 1880 | 24 113 | +2,6 % |
| 1890 | 24 273 | +0,7 % |
| 1900 | 23 432 | −3,5 % |
| 1910 | 22 944 | −2,1 % |

| Rok  | Obyv.  | ± %     |
| ---- | ------ | ------- |
| 1921 | 21 987 | −4,2 %  |
| 1930 | 21 059 | −4,2 %  |
| 1950 | 15 041 | −28,6 % |
| 1961 | 15 868 | +5,5 %  |
| 1970 | 14 157 | −10,8 % |

| Rok  | Obyv.  | ± %    |
| ---- | ------ | ------ |
| 1980 | 13 203 | −6,7 % |
| 1991 | 12 112 | −8,3 % |
| 2001 | 11 720 | −3,2 % |
| 2011 | 10 773 | −8,1 % |
| 2021 | 10 142 | −5,9 % |